# Saint-Jeures
Saint-Jeures – miejscowość i gmina we Francji, w regionie Owernia-Rodan-Alpy, w departamencie Górna Loara.
Według danych na rok 1990 gminę zamieszkiwało 767 osób, a gęstość zaludnienia wynosiła 22 osoby/km² (wśród 1310 gmin Owernii Saint-Jeures plasuje się na 289. miejscu pod względem liczby ludności, natomiast pod względem powierzchni na miejscu 138.).